# Beykan Şimşek
Beykan Şimşek (* 1. Januar 1995 in Aydın) ist ein türkischer Fußballspieler.

## Karriere

### Verein
Şimşek begann seine Vereinsfußballkarriere 2006 in der Nachwuchsabteilung von Isparta Gençlerbirliği und wechselte im Frühjahr 2013 mit einem Profivertrag ausgestattet zu Fenerbahçe Istanbul. Für die Blau-Gelben spielte er sowohl in der Reserve- als auch in der Profimannschaft. Sein Profidebüt gab er in der Pokalbegegnung vom 23. Januar 2013 gegen Bursaspor. In dieser Partie erzielte er auch gleich seinen ersten Treffer. Am Saisonende gewann er mit Fenerbahçe den Türkischen Pokal.
Für die Saison 2013/14 wurde er an den Ligarivalen Kardemir Karabükspor ausgeliehen. Im Sommer 2014 verlieh ihn sein Istanbuler Verein an den Zweitligisten Adana Demirspor.
Im Sommer 2015 wurde er schließlich an den Erstligisten Sivasspor und für die Rückrunde der Saison 2016/17 an dessen Ligarivalen Altınordu Izmir ausgeliehen. Für die Spielzeit 2017/18 wurde er an Sakaryaspor ausgeliehen.

### Nationalmannschaft
Şimşek durchlief bisher von der türkischen U-15-Nationalmannschaft bis zur U-20 alle Altersstufen der Jugendauswahlmannschaften seines Landes.
Zudem spielt er seit 2013 für die zweite Auswahl der türkischen Nationalmannschaft.

## Erfolge

### Verein
Fenerbahçe Istanbul
- Türkischer Pokalsieger: 2012/13

### Nationalmannschaft
Türkei A2-Nationalmannschaft
- Zweiter in International Challenge Trophy: 2013